# Cinéma Impérial (Montréal)
Le cinéma Impérial est un ancien palais du cinéma à Montréal, situé dans ce qui est aujourd'hui le Quartier des spectacles.
À l'ouverture de ses portes au public le 25 avril 1913, le cinéma Impérial a 2000 sièges, comparativement aux 819 d'aujourd'hui. Il est d'abord utilisé comme théâtre de vaudeville, équipé d‘un orgue Wurlitzer. 
Tout au long du XXe siècle, l’Impérial subit de nombreux changements apportés par les différents propriétaires ayant occupé les lieux. En 2001, l'Impérial est officiellement reconnu comme monument historique par le ministère de la Culture et des Communications du Québec.
Une restauration majeure a lieu de 2002 à 2004 qui reçoit le prix Orange d'Héritage Montréal. La propriété est cédée à l’organisme à but non lucratif, Centre Cinéma Impérial, qui administre depuis la salle. Jusqu'en janvier 2023, le cinéma Impérial accueille une multitude de festivals, dont l'ancien Festival des films du monde, de premières, et événements spéciaux,.

## Problèmes financiers
En 2017, Québecor rachète la dette de 5 millions de dollars pour sauver le cinéma. Malgré cette aide financière, le cinéma est fermé depuis 2024 et a besoin de nouveaux financements pour rouvrir.
Le 22 février 2024, la ministre du Patrimoine canadien Pascale St-Onge annonce l’octroi d’un financement de trois millions de dollars au cinéma Impérial « pour la restauration des éléments patrimoniaux du bâtiment et la modernisation des salles ». 

## Architecture
La structure est conçue d'inspiration Renaissance par Albert E. Westover, architecte de Philadelphie, en collaboration avec l'architecte montréalais Ulric Asselin. Westover est aussi l'architecte du théâtre Impérial de Saint-Jean au Nouveau-Brunswick. La firme Ross et Macdonald modifie l'entrée en 1935.